# Villa Rosenburg (Gilching)

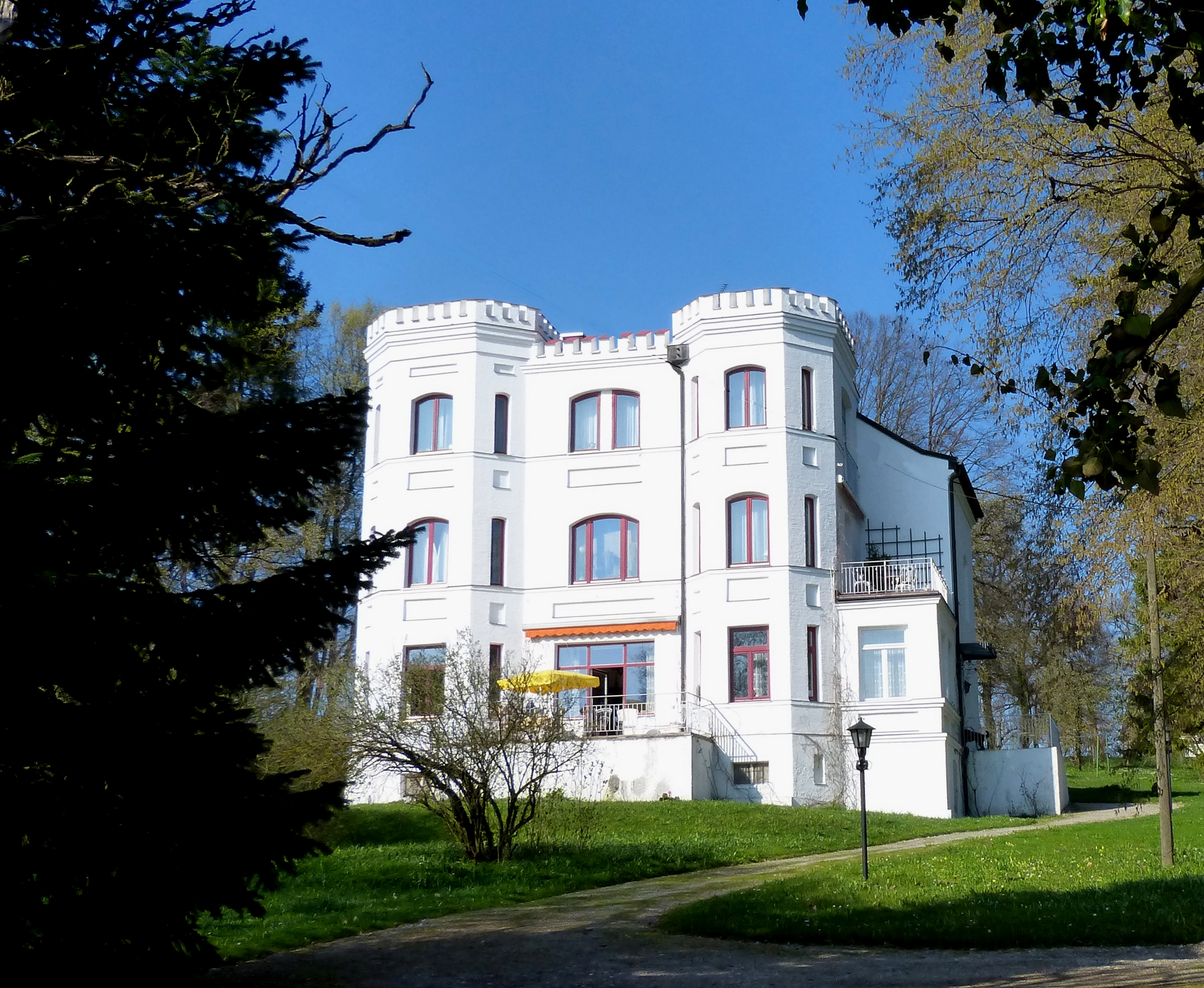
Villa Rosenburg in Gilching

Die Villa Rosenburg in Gilching, einer Gemeinde im oberbayerischen Landkreis Starnberg, wurde 1900/01 errichtet. Die Villa am Leitenweg 21 ist ein geschütztes Baudenkmal.
Der dreigeschossige Bau mit zwei zinnenbekrönten Eckerkertürmen und Segmentbogenfenstern wurde nach Plänen des Münchener Architekten Franz Schneider errichtet. Franz Schneider geriet mit dem Bau in finanzielle Schwierigkeiten und musste die Villa verkaufen, die er nie bewohnte. Er wanderte nach Amerika aus, wo er starb.
Bei der Renovierung in den Jahren 1969/70 wurden einige Details des Gebäudes verändert.